# Заречье (Пичаевский район)
Заре́чье — село в Пичаевском районе Тамбовской области России. Административный центр Егоровского сельсовета.

## География
Село находится на берегу реки Пичаевка, у северных окраин села Пичаево, административного центра района, и 76 км к северо-востоку от Тамбов, административного центра области.

### Часовой пояс
Село Заречье, как и вся Тамбовская область, находится в часовой зоне МСК (московское время). Смещение применяемого времени относительно UTC составляет +3:00.

## Население
| 2002 | 2010 |
| ---- | ---- |
| 806  | ↘764 |

### Национальный состав
Согласно результатам переписи 2002 года, в национальной структуре населения русские составляли 99 % из 806 чел.